# El fantasma de l'Òpera al Royal Albert Hall
El fantasma de l'Òpera al Royal Albert Hall (originalment en anglès, The Phantom of the Opera at the Royal Albert Hall) és una adaptació cinematogràfica de 2011 del musical de 1986 d'Andrew Lloyd Webber El fantasma de l'Òpera, que al seu torn es basava en la novel·la francesa de 1910 El fantasma de l'Òpera de Gaston Leroux.
Per celebrar el 25è aniversari del musical, es van rodar tres actuacions especials l'1 d'octubre de 2011 a les 19.30 i el 2 d'octubre a les 13.30 i les 19.00 hores al Royal Albert Hall, la tercera de les quals es va projectar en directe a tot el món. Per a més llançaments, es van editar conjuntament les imatges de les tres actuacions.
L'1 de gener de 2021 va estrenar-se la versió amb els subtítols en català a TV3.

## Repartiment
- Ramin Karimloo com el Fantasma
- Sierra Boggess com a Christine Daaé
- Hadley Fraser com Raoul, vescomte de Chagny
- Wendy Ferguson com Carlotta Giudicelli
- Liz Robertson com a Madame Giry
- Daisy Maywood com a Meg Giry
- Barry James com el senyor Richard Firmin
- Gareth Snook com el senyor Gilles André
- Wynne Evans com a Ubaldo Piangi
- Nick Holder com a Joseph Buquet
- Earl Carpenter com a subhastador